# TCL Classic
O TCL Classic foi um torneio masculino de golfe profissional, que foi disputado no campo projetado pelo norte-americano Robert Trent Jones Jr., Yalong Bay Golf Club, na ilha de Hainan, República Popular da China, durante quatro temporadas, entre 2002 e 2007. A primeira edição do torneio decorreu no Haiyi Golf Club, em Dongguan, da província de Guangdong, em 2002, o primeiro torneio patrocinado pela empresa chinesa TCL Corporation. O torneio foi disputado pela primeira vez em 2002, quando, já como evento sancionado pelo Circuito Asiático, foi vencido pelo escocês Colin Montgomerie. O torneio não foi realizado nem em 2003 e nem em 2004, mas foi reintroduzido em 2005 com cossancionamento do Circuito Europeu da PGA. Na última edição, que foi realizada entre dos dias 15 e 18 de março de 2007, o tailandês Chapchai Nirat conquistou o título ao marcar 266 tacadas (61-66-68-71), vinte e dois abaixo do par do campo, com três tacadas à frente do segundo colocado, o argentino Rafael Echenique, que havia marcado 269 tacadas (-19).

## Campeões
| Ano  | Campeão        | País       | Pontuação | Par | Margem    | Vice-campeão     |
| ---- | -------------- | ---------- | --------- | --- | --------- | ---------------- |
| 2007 | Chapchai Nirat | Tailândia  | 266       | −22 | 3 tacadas | Rafael Echenique |
| 2006 | Johan Edfors   | Suécia     | 263       | −25 | 1 tacada  | Andrew Buckle    |
| 2005 | Paul Casey     | Inglaterra | 266       | −22 | Playoff   | Paul McGinley    |

Antes do cossacionamento ao Circuito Europeu
- 2003–04 – Não houve torneio
- 2002 – Colin Montgomerie –  Escócia